# Antonietta De Lillo
Antonietta De Lillo (Nàpols, 6 de març de 1960) és una fotoreporera, guionista i directora de cinema italiana.

## Biografia
Antonietta De Lillo va obtenir el grau en espectacles a la DAMS de la Universitat de Bolonya. Treballa com a periodista i fotògrafa per a importants diaris i setmanals. Es va traslladar a Roma on va treballar com a assistent de càmera en diverses produccions de televisió i cinema.
El 1985 va dirigir el seu primer llargmetratge Una casa in bilico, guanyadora del Nastro d'argento a la millor opera prima; el 1990 va dirigir la seva segona pel·lícula, Matilda, ambdues fetes amb Giorgio Magliulo.
Entre 1992 i 1999 signa nombrosos documentals i videoretrats, entre els quals són seleccionats i premiats en diversos festivals internacionals: Angelo Novi fotografo di scena, La notte americana del Dr. Lucio Fulci, Ogni sedia ha il suo rumore, Promessi sposi. El 1995 dirigeix I racconti di Vittoria, Premi Fedic a la 52a Mostra Internacional de Cinema de Venècia, el 1997 Maruzzella, episodi del film I vesuviani i el 2001 Non è giusto, presentada al 54è Festival Internacional de Cinema de Locarno.
El 2004 dirigeix el llargmetratge Il resto di niente, presentat fora de competició a la Mostra Internacional de Cinema de Venècia, pel·lícula que va rebre nombrosos premis i premis, incloent un David di Donatello al millor vestuari i nominacions a la millor actriu i millor escenografia, i cinc nominacions al Nastri d'argento. De Lillo rep, juntament amb Giuseppe Rocca i Laura Sabatino, el Premi Flaiano al guió.
El 2008 va escriure i dirigir el curtmetratge Art. 20 que forma part de la pel·lícula col·lectiva All Human Rights for All (30 cortometraggi per i 30 articoli della Carta dei Diritti dell'Uomo). El 2011 va fer amb Marechiaro Film la primera pel·lícula participativa produïda a Itàlia, Il pranzo di Natale, com a creador i comissari del projecte, reunint imatges amateurs i vídeos realitzats per professionals. L'obra es presenta fora de competició al Festa del Cinema di Roma.
El 2013 va realitzar el documental La pazza della porta accanto - Conversazione con Alda Merini que es va presentar al Festival de Cinema de Torí a la secció E intanto in Italia. El treball es basa en una entrevista que el director té a Merini el 1995.
El 2014 va realitzar el documental Let's go que narra la història de Luca Musella, fotògraf, operador, escriptor, avui en èxode professional i emocional. El documental que es presenta al Festival de Cinema de Torí a la secció Rights&Rovesci. El novembre de 2015 va presentar la seva segona pel·lícula participativa al Festival de Cinema de Torí, Oggi insieme, domani anche, coincidint amb el 40è aniversari del referèndum sobre el divorci. La pel·lícula es va estrenar als cinemes el maig de 2016 i va rebre un Nastro d'Argento especial a la directora.
El setembre de 2021, en el marc de la 78a Mostra Internacional de Cinema de Venècia, va crear una exposició fotogràfica celebrant les edicions dirigides per Carlo Lizzani els anys 1981 i 1982, titulada "Ritratti di cinema - Antonietta De Lillo fotografa la mostra".

## Filmografia

### Cinema

#### Curtmetratge
- Angelo Novi fotografo di scena - documental (1992)
- Promessi sposi - documentario (1993)
- La notte americana del Dr. Lucio Fulci - documental (1994)
- Ogni sedia ha il suo rumore - documental (1995)
- Hispaniola - documental (1997)
- 'O cinema (1999)
- Il faro - documental (2000)

#### Migmetratge
- Viento 'e terra - documental (1996)
- Operai - documental (1997)
- Saharawi, voci distanti dal mare, codirigida amb Jacopo Quadri i Patrizio Esposito - documental (1997)
- 'O solemio - documental (1999)
- Pianeta Tonino - documental (2002)
- Il pranzo di Natale - documental (2011)
- La pazza della porta accanto - Conversazione con Alda Merini - documental (2013)
- Let's Go - documental (2014)
- Il signor Rotpeter (2017)

#### Llargmetratge
- Una casa in bilico, codirigida amb Giorgio Magliulo (1985)
- Matilda, codirigida amb Giorgio Magliulo (1990)
- I racconti di Vittoria (1995)
- Maruzzella, episodi del film I vesuviani (1997)
- Non è giusto (2001)
- Il resto di niente (2004)
- Articolo 20, episodi del film All Human Rights for All (2008)
- Oggi insieme, domani anche - documental (2015)

### Televisió
- La storia siamo noi - sèrie de televisió, episodis La terra di lavoro del Casertano, Il parco nazionale del Cilento, L'Irpinia a venti anni dal terremoto, Le Vele, L'Italsider, I Quartieri Spagnoli, Il pendolarismo, Il litorale romano, L'àrea industriale di Cassino (2000-2001)